# Bitry (Nièvre)
Bitry è un comune francese di 321 abitanti situato nel dipartimento della Nièvre nella regione della Borgogna-Franca Contea.

## Società

### Evoluzione demografica
Abitanti censiti